# Diogneto di Crotone
Diogneto di Crotone (in greco antico: Διόγνητος?, Diògnetos; Crotone, ... – Crotone, dopo il 548 a.C.) è stato un atleta greco antico e cittadino di Crotone.

## Biografia
Su Diogneto si sa solo che ottenne la vittoria nelle gare di stadio durante la LVIII Olimpiade del 548 a.C.